# 831 до н. е.

## Події
- Похід ассирійців на Урарту. Цар Сардурі І відстояв свою державу.
- Згідно з «Історією Ірландії» Джеффрі Кітінга легендарний король Ірландії Айліль мак Слануйл вбив свого попередника Бернгала та зайняв його трон.
- У Тирі царем став Пігмаліон.

### Астрономічні явища
- 19 лютого. Кільцеподібне сонячне затемнення.[1]
- 15 серпня. Повне сонячне затемнення.[1]